# I Am Legend
I Am Legend är en brittisk-amerikansk postapokalyptisk science fiction-skräckfilm från 2007 regisserad av Francis Lawrence med Will Smith i huvudrollen.
Smith spelar den namnkunnige virologen Robert Neville, som lever i tron att han är den ende människan på jorden som inte smittats av ett aggressivt virus skapat av människan. Han bor i en storstad, där även de muterade offren av viruset finns, och arbetar outtröttligen på att ta fram ett botemedel. Detta är den tredje filmen som baseras på Richard Mathesons bok Varulvarnas natt (originaltitel I Am Legend) från 1954. De två tidigare filmerna var The Last Man on Earth (1964) och The Omega Man (1971).

## Handling
Robert Neville tror han är den sista överlevande i New York efter ett utbrott av det smittsamma "KV-viruset". Staden evakueras och skyddas från de smittade. Det hjälper dock inte och Robert förlorar sin familj efter ett evakueringsförsök och lever nu sen tre år tillbaka med sin hund Sam i sin väl fortifierade våning med laboratorium i källaren. Naturen har tagit över i staden och det finns lejon och hjortdjur som strövar fritt. De smittade utvecklades till zombieliknande aggressiva mutanter. Robert och Sam jagar rådjur för att överleva på deras kött. Robert är själv immun mot viruset men hans hund kan bli smittad. Han letar efter andra personer som lever genom att fortlöpande sända meddelanden via en radiokanal om var han kan nås dagtid. Robert har även militär bakgrund - han klarar att skydda sig väl - men han föredrar att ändå hålla sig borta från gatorna på natten. Mutanterna tål inte solljus och de är därför dömda att vistas i mörker.
På dagtid har han avsatt ett par timmar, då han håller sig tillgänglig på en pir under den raserade Brooklynbron. Där råkar han mycket illa ut efter att ha gett sig in i strid med mutanter som dödat hunden Sam. Turligt nog hittas han av en kvinna och en pojke som förmodligen är de första att hörsamma hans radiomeddelande. Trots att Robert har svårt att fatta att de är verkliga lyckas de hindra honom från att dö och tar honom hem.
Under dagen brukar Robert även sätta ut fällor med lockbeten som sitt eget blod för att fånga mutanter i vid deras gömställen. När han väl fångat dem testar han olika botemedel på mutanterna för att kontrollera dess effekt. På så vis hoppas han reversera sjukdomen och få mutanterna att bli vanliga människor igen men hittills har alla försöksobjekt avlidit. Vi får följa den positiva utvecklingen med hans senast infångade "patient". Han verkar äntligen ha funnit ett botemedel.

## Rollista
| Will Smith       | – Robert Neville                 |
| Alice Braga      | – Anna                           |
| Charlie Tahan    | – Anna Montez                    |
| Dash Mihok       | – Alfahanne                      |
| Emma Thompson    | – Dr. Alice Krippin              |
| Salli Richardson | – Zoe Neville, Roberts fru       |
| Willow Smith     | – Marley Neville, Roberts dotter |
| Pat Fraley       | – USA:s president                |
| Mike Patton      | – röst till Mörkersökarna        |

## Om filmen
Warner Bros. Pictures påbörjade arbetet med filmen 1994, men produktionen försenades på grund av ekonomiska bekymmer kring manuset. Inspelningen påbörjades 2006 i New York, där även nästan alla tagningar gjordes, inklusive en påkostad scen (5 miljoner dollar) vid Brooklyn Bridge. I samband med filmens premiär släppte Warner Bros en serietidning och ett online-spel i Second Life. I Am Legend hade premiär i USA 14 december 2007 och hade den största intäkten för en icke julrelaterad film som släppts i USA under december månad. I Sverige hade filmen premiär 25 januari 2008.